# 正丁苯
正丁苯是一种有机化合物，化学式为C10H14。它是丁苯的同分异构体之一。

## 制备
正丁苯可由苯基丁酮的加氢还原反应制备。